# Liste der Pfarren im Dekanat Poysdorf
Das Dekanat Poysdorf ist ein Dekanat im Vikariat Unter dem Manhartsberg der römisch-katholischen Erzdiözese Wien.

## Pfarren mit Kirchengebäuden und Kapellen
| Pfarre            | Pfarrverband  | Seit               | Patrozinium                   | Kirchengebäude und Kapellen                                                           |                               |
| ----------------- | ------------- | ------------------ | ----------------------------- | ------------------------------------------------------------------------------------- | ----------------------------- |
| Altlichtenwarth   |               | vermutlich 1200    | Hl. Nikolaus                  | Pfarrkirche Altlichtenwarth                                                           | Pfarrkirche Altlichtenwarth   |
| Altruppersdorf    | Poysdorf      | 1784               | Hl. Sebastian                 | Pfarrkirche Altruppersdorf                                                            | Pfarrkirche Altruppersdorf    |
| Bernhardsthal     |               | vermutlich 1171    | Hl. Ägidius                   | Pfarrkirche Bernhardsthal Kapelle Hl. Martha                                          | Pfarrkirche Bernhardsthal     |
| Drasenhofen       | Weinland Nord | 1784               | Hl. Veit                      | Pfarrkirche Drasenhofen Filialkirche Steinebrunn, Kapelle im Pfarrhof Drasenhofen     | Pfarrkirche Drasenhofen       |
| Erdberg           | Poysdorf      | 1726               | Hll. Peter und Paul           | Pfarrkirche Erdberg (Poysdorf)                                                        | Pfarrkirche Erdberg           |
| Falkenstein       | Weinland Nord | um 1050            | Hl. Jakobus der Ältere        | Pfarrkirche Falkenstein                                                               | Pfarrkirche Falkenstein       |
| Großkrut          |               | um 1055            | Hl. Stephan                   | Pfarrkirche Großkrut Filialkirche Ginzersdorf, Kapelle in Althöflein                  | Pfarrkirche Großkrut          |
| Hausbrunn         |               | 1783               | Hl. Veit                      | Pfarrkirche Hausbrunn                                                                 | Pfarrkirche Hasubrunn         |
| Herrnbaumgarten   | Weinland Nord | 1429               | Unbefleckte Empfängnis Mariä  | Pfarrkirche Herrnbaumgarten                                                           | Pfarrkirche Herrnbaumgarten   |
| Katzelsdorf       |               | 1693               | Hl. Bartholomäus              | Pfarrkirche Katzelsdorf bei Bernhardsthal                                             | Pfarrkirche Katzensdorf       |
| Kleinhadersdorf   | Poysdorf      | 1784               | Hl. Rochus                    | Pfarrkirche Kleinhadersdorf                                                           | Pfarrkirche Kleinhadersdorf   |
| Kleinschweinbarth | Weinland Nord | 1947               | Unsere Liebe Frau             | Pfarrkirche Kleinschweinbarth                                                         | Pfarrkirche Kleinschweinbarth |
| Ottenthal         | Weinland Nord | nach 1581          | Hl. Martin                    | Pfarrkirche Ottenthal Kapelle in Guttenbrunn, Kapelle Gemeinschaft der Nachfolge Jesu | Pfarrkirche Ottenthal         |
| Poysbrunn         | Weinland Nord | 1402               | Hl. Dorothea                  | Pfarrkirche Poysbrunn Kapelle im Schloss Poysbrunn                                    | Pfarrkirche Poysbrunn         |
| Poysdorf          | Poysdorf      | nach 1506          | Hl. Johannes der Täufer       | Pfarrkirche Poysdorf Filialkirche Wilhelmsdorf, Passionskapelle Poysdorf              | Pfarrkirche Poysdorf          |
| Reintal           |               | 1784               | Allerheiligste Dreifaltigkeit | Pfarrkirche Reintal                                                                   | Pfarrkirche Reintal           |
| Schrattenberg     | Weinland Nord | um 1250            | Hl. Johannes der Täufer       | Pfarrkirche Schrattenberg                                                             | Pfarrkirche Schrattenberg     |
| Stützenhofen      | Weinland Nord | 1878               | Alle Heiligen                 | Pfarrkirche Stützenhofen                                                              | Pfarrkirche Stützenhofen      |
| Walterskirchen    | Poysdorf      | vermutlich um 1200 | Mariä Verkündigung            | Pfarrkirche Walterskirchen Filialkirche Ketzelsdorf                                   | Pfarrkirche Walterskirchen    |
| Wetzelsdorf       | Poysdorf      | 1784               | Mariä Namen                   | Pfarrkirche Wetzelsdorf                                                               | Pfarrkirche Wetzelsdorf       |

## Dekanat Poysdorf
Das Dekanat umfasst 20 Pfarren im Weinviertel im nördlichen Niederösterreich mit rund 12.800 Katholiken.
Diözesaner Entwicklungsprozess
Am 29. November 2015 wurden für alle Pfarren der Erzdiözese Wien Entwicklungsräume definiert. Die Pfarren sollen in den Entwicklungsräumen stärker zusammenarbeiten, Pfarrverbände oder Seelsorgeräume bilden. Am Ende des Prozesses sollen aus den Entwicklungsräumen neue Pfarren entstehen. Im Dekanat Poysdorf wurden folgende Entwicklungsräume festgelegt:
- Altruppersdorf, Erdberg, Kleinhadersdorf, Poysdorf, Walterskirchen und Wetzelsdorf
- Altlichtenwarth, Bernhardsthal, Großkrut, Hausbrunn, Katzelsdorf und Reintal
- Drasenhofen, Falkenstein, Herrnbaumgarten, Kleinschweinbarth, Ottenthal, Poysbrunn, Schrattenberg und Stützenhofen

Mit 1. Oktober 2020 trat der Pfarrverband Weinland Nord mit den Pfarren Drasenhofen, Falkenstein, Herrnbaumgarten, Kleinschweinbarth, Ottenthal, Poysbrunn, Schrattenberg und Stützenhofen in Kraft.